# Nattarasankottai
Nattarasankottai là một thị xã panchayat của quận Sivaganga thuộc bang Tamil Nadu, Ấn Độ.

## Địa lý
Nattarasankottai có vị trí 9°52′B 78°34′Đ / 9,87°B 78,57°Đ Nó có độ cao trung bình là 75 mét (246 feet).

## Nhân khẩu
Theo điều tra dân số năm 2001 của Ấn Độ, Nattarasankottai có dân số 5887 người. Phái nam chiếm 48% tổng số dân và phái nữ chiếm 52%. Nattarasankottai có tỷ lệ 72% biết đọc biết viết, cao hơn tỷ lệ trung bình toàn quốc là 59,5%: tỷ lệ cho phái nam là 79%, và tỷ lệ cho phái nữ là 66%. Tại Nattarasankottai, 11% dân số nhỏ hơn 6 tuổi.